# Barbara (chi bướm)
Barbara là một chi bướm đêm thuộc phân họ Olethreutinae trong họ Tortricidae.

## Các loài
- Barbara colfaxiana (Kearfott, 1907)
- Barbara fulgens Kuznetzov, 1969
- Barbara herrichiana Obraztsov, 1960
- Barbara mappana Freeman, 1941